# 2nd II None
I 2nd II None sono un gruppo hip hop statunitense originario di Compton (California) e attivo dal 1987.

## Formazione
Il gruppo è composto da:
- KK (Kelton L. McDonald)
- Gangsta D (Deon Barnett).

## Discografia

### Album
- 1991 - 2nd II None
- 1999 - Classic 220
- 2008 - Tha Kollective
- 2014 - Compton Musik

### Singoli
- 1991 - Be True to Yourself
- 1992 - If You Want It
- 1994 - Didn't Mean to Turn You on
- 1999 - Up n' da Club